# Rząd Zorana Živkovicia
Rząd Zorana Živkovicia – rząd Republiki Serbii urzędujący od 18 marca 2003 do 3 marca 2004.
Zmiana na stanowisku premiera rządu powołanego po wyborach parlamentarnych w 2000, w których zjednoczona Demokratyczna Opozycja Serbii uzyskała 176 z 250 mandatów w Zgromadzeniu Narodowym, była konsekwencją zamordowania premiera Zorana Đinđicia, co miało miejsce 12 marca 2003. W skład nowego rządu weszli dotychczasowi ministrowie, gabinet nadal nie posiadał stanowisk ministrów obrony oraz spraw zagranicznych – resorty te funkcjonowały bowiem na poziomie federalnym (wspólne dla Jugosławii jako federacji Serbii i Czarnogóry).
Koalicję rządową utworzyły ugrupowania współtworzące DOS. Na czele gabinetu stanął Zoran Živković z Partii Demokratycznej. 18 listopada 2003 Demokratyczna Opozycja Serbii została oficjalnie rozwiązana, miesiąc później w Serbii przeprowadzono przedterminowe wybory parlamentarne.
W skład rządu Zorana Živkovicia wchodzili przedstawiciele takich ugrupowań jak: Partia Demokratyczna (DS), Obywatelski Sojusz Serbii (GSS), Socjaldemokracja (SD), Demokratyczna Alternatywa (DA), Unia Socjaldemokratyczna (SDU), Nowa Demokracja (ND), Reformatorzy Wojwodiny (RV), Związek Węgrów Wojwodiny (SVM), Ludowa Partia Chłopska (NSS), Chrześcijańsko-Demokratyczna Partia Serbii (DHSS), Stowarzyszenie Wolnych i Niezależnych Związków Zawodowych Serbii (ASNS), G17 Plus (G17+).

## Skład rządu
- premier: Zoran Živković (DS)
- wicepremier, minister spraw wewnętrznych: Dušan Mihajlović (ND)
- wicepremier: Nebojša Čović (DA)
- wicepremier: Mile Isakov (RV)
- wicepremier: Žarko Korać (SDU)
- wicepremier: József Kasza (SVM)
- wicepremier: Čedomir Jovanović (DS)
- minister finansów: Božidar Đelić (DS)
- minister rolnictwa, leśnictwa i gospodarki wodnej: Dragan Veselinov (KV-NSS, do 2003), Stojan Jevtić (DS, od 2003)
- minister sprawiedliwości: Vladan Batić (DHSS)
- minister pracy i zatrudnienia: Dragan Milovanović (ASNS)
- minister spraw społecznych i weteranów: Gordana Matković (DS)
- minister zdrowia: Tomica Milosavljević (G17+, do 2003), Dragomir Marisavljević (G17+, od 2003)
- minister transportu i telekomunikacji: Marija Rašeta Vukosavljević (DS)
- minister międzynarodowych spraw gospodarczych: Goran Pitić (DS)
- minister kultury i mediów: Branislav Lečić (DS)
- minister górnictwa i energii: Kori Udovički (do 2003), Slobodan Ružić (w 2003, p.o.), Nikola Nikolić (od 2003, p.o.)
- minister edukacji i sportu: Gašo Knežević (GSS)
- minister handlu, turystyki i służb publicznych: Slobodan Milosavljević (DS)
- minister ds. religijnych: Vojislav Milovanović z Serbskiego Kościoła Prawosławnego
- minister prywatyzacji i odbudowy gospodarczej: Aleksandar Vlahović (DS)
- minister budownictwa i planowania przestrzennego: Dragoslav Šumarac (DS)
- minister nauki: technologii i rozwoju: Dragan Domazet (DS)
- minister administracji publicznej i samorządowej: Rodoljub Šabić (SD, do 2003), Ivica Eždenci (od 2003, p.o.)
- minister zasobów naturalnych i ochrony środowiska: Anđelka Mihajlov (DS)